# Can Bartolí (Boadella i les Escaules)
Can Bartolí és una masia de Boadella i les Escaules (Alt Empordà) inclosa a l'Inventari del Patrimoni Arquitectònic de Catalunya. Situada al nord-oest del nucli urbà de la població de Boadella, a escassa distància de la riba sud de la Muga.

## Descripció
Masia aïllada de planta irregular formada per tres cossos adossats, amb les cobertes de teula d'un i dos vessants i distribuïda en planta baixa i pis. Està construïda damunt d'un terreny en pendent del nord envers el sud. La façana principal, orientada a migdia, presenta un cos adossat a l'extrem de ponent del parament, cobert per una terrassa al pis a la que s'accedeix des de l'interior de la masia. El portal d'accés és d'arc escarser i està emmarcat amb carreus de pedra acolorits. Al pis hi ha una petita finestra de les mateixes característiques que el portal i el finestral rectangular de sortida a la terrassa, actualment restituït. La façana està rematada per un plafó arrebossat de forma romboïdal, amb l'any 1911 esgrafiat al bell mig. Sota seu hi ha quatre empremtes circulars, que probablement es corresponguin amb les bigues d'una antiga coberta adossada al parament. La resta d'obertures de la casa són rectangulars i presenten els emmarcaments arrebossats, tot i que majoritàriament restituïts. A la façana de ponent destaquen dos contraforts de reforç bastits en pedra. Adossat a l'extrem de ponent de la façana de tramuntana destaca el forn, de planta circular i teulada d'un sol vessant, assentat damunt la roca natural del terreny. La façana de llevant presenta un altre cos adossat cobert per una terrassa al pis, en aquest cas delimitada per una senzilla barana de ferro.
La construcció està bastida en pedra sense treballar disposada irregularment i lligada amb morter de calç, tot i que els paraments principals estan arrebossats i pintats.

## Història
L'única referència cronològica que es troba d'aquesta heretat és el plafó arrebossat de forma romboïdal que presenta la data 1911 esgrafiada. Aquest any potser la data de bastiment encara que no s'ha de descartar que sigui la data d'alguna reforma, donat que pel tipus de construcció sembla que l'origen d'aquest immoble es pot adscriure cronològicament als segles XVIII-XIX.
Es coneix que prop del mas hi ha un pou de glaç.